# Линн, Дэна
Дэна Линн (англ. Dana Lynn), урождённая Дэна Джеймс (англ. Dana James, род. 5 марта 1969, США) — американская порноактриса, лауреатка премии AVN Awards.

## Биография
Родилась 5 марта 1969 года в США. Дебютировала в порноиндустрии в 1987 году, в возрасте 18 лет.
Снималась для таких студий, как Caballero Home Video, CDI Home Video, Leisure Time Entertainment, Metro, Pleasure Productions, Venus 99, VCA Pictures, Vivid Entertainment и других.
В 1989 году получила премию AVN Awards в номинации «лучшая групповая сцена» за Ghostess With The Mostest совместно с Аей, Лизой Брайт, Блейком Палмером и Джои Сильвера.
Ушла из индустрии в 1993 году, снявшись в 100 фильмах.

## Награды и номинации
| Год  | Церемония  | Результат | Номинация              | Работа                    |
| ---- | ---------- | --------- | ---------------------- | ------------------------- |
| 1989 | AVN Awards | Победа    | Лучшая групповая сцена | Ghostess With The Mostest |

## Избранная фильмография
- Amos and Candy
- Educating Kascha
- Kascha and Friends